# Pass Christian
Pass Christian es una ciudad del Condado de Harrison, Misisipi, Estados Unidos. Según el censo de 2000 tenía una población de 6.579 habitantes y una densidad de población de 301.7 hab/km².

## Demografía
Según el censo de 2000, había 6.579 personas, 2.687 hogares y 1.797 familias residiendo en la localidad. La densidad de población era de 301,7 hab./km². Había 3.351 viviendas con una densidad media de 153,7 viviendas/km². El 65,91% de los habitantes eran blancos, el 28,17% afroamericanos, el 0,62% amerindios, el 3,48% asiáticos, el 0,03% isleños del Pacífico, el 0,62% de otras razas y el 1,17% pertenecía a dos o más razas. El 1,75% de la población eran hispanos o latinos de cualquier raza.
Según el censo, de los 2.687 hogares en el 27,3% había menores de 18 años, el 46,6% pertenecía a parejas casadas, el 16,0% tenía a una mujer como cabeza de familia y el 33,1% no eran familias. El 27,4% de los hogares estaba compuesto por un único individuo y el 11,3% pertenecía a alguien mayor de 65 años viviendo solo. El tamaño promedio de los hogares era de 2,38 personas y el de las familias de 2,88.
La población estaba distribuida en un 23,4% de habitantes menores de 18 años, un 6,9% entre 18 y 24 años, un 25,3% de 25 a 44, un 25,2% de 45 a 64 y un 19,1% de 65 años o mayores. La media de edad era 41 años. Por cada 100 mujeres había 86,9 hombres. Por cada 100 mujeres de 18 años o más, había 84,6 hombres.
Los ingresos medios por hogar en la localidad eran de 40.743 dólares ($) y los ingresos medios por familia eran 46.232 $. Los hombres tenían unos ingresos medios de 35.352 $ frente a los 22.195 $ para las mujeres. La renta per cápita para la ciudad era de 26.008 $. El 10,8% de la población y el 8,2% de las familias estaban por debajo del umbral de pobreza. El 18,0% de los menores de 18 años y el 6,2% de los habitantes de 65 años o más vivían por debajo del umbral de pobreza.

## Geografía
Según la Oficina del Censo de los Estados Unidos, Pass Christian tiene un área total de 39,6 km² de los cuales 21,8 km² corresponden a tierra firme y 17,8 km² a agua. El porcentaje total de superficie con agua es 44,97%.